# Ravenglass
Ravenglass is een plaats in het Engelse graafschap Cumbria, gelegen aan de Ierse Zee, en maakt deel uit van de civil parish Muncaster in het district Copeland. Het dorpje is de enige haven aan zee die binnen het Lake District ligt en telt begin 21ste eeuw nog ongeveer 250 inwoners. Het dorp ligt 27 kilometer ten zuidoosten van Whitehaven. In de Romeinse periode heette Ravenglass Itunocelum (‘markt aan de zee’) en huisvestte ruim 500 soldaten. De Europese Unie erkent Ravenglass en zijn directe omgeving als speciale behoudszone.

## Geschiedenis

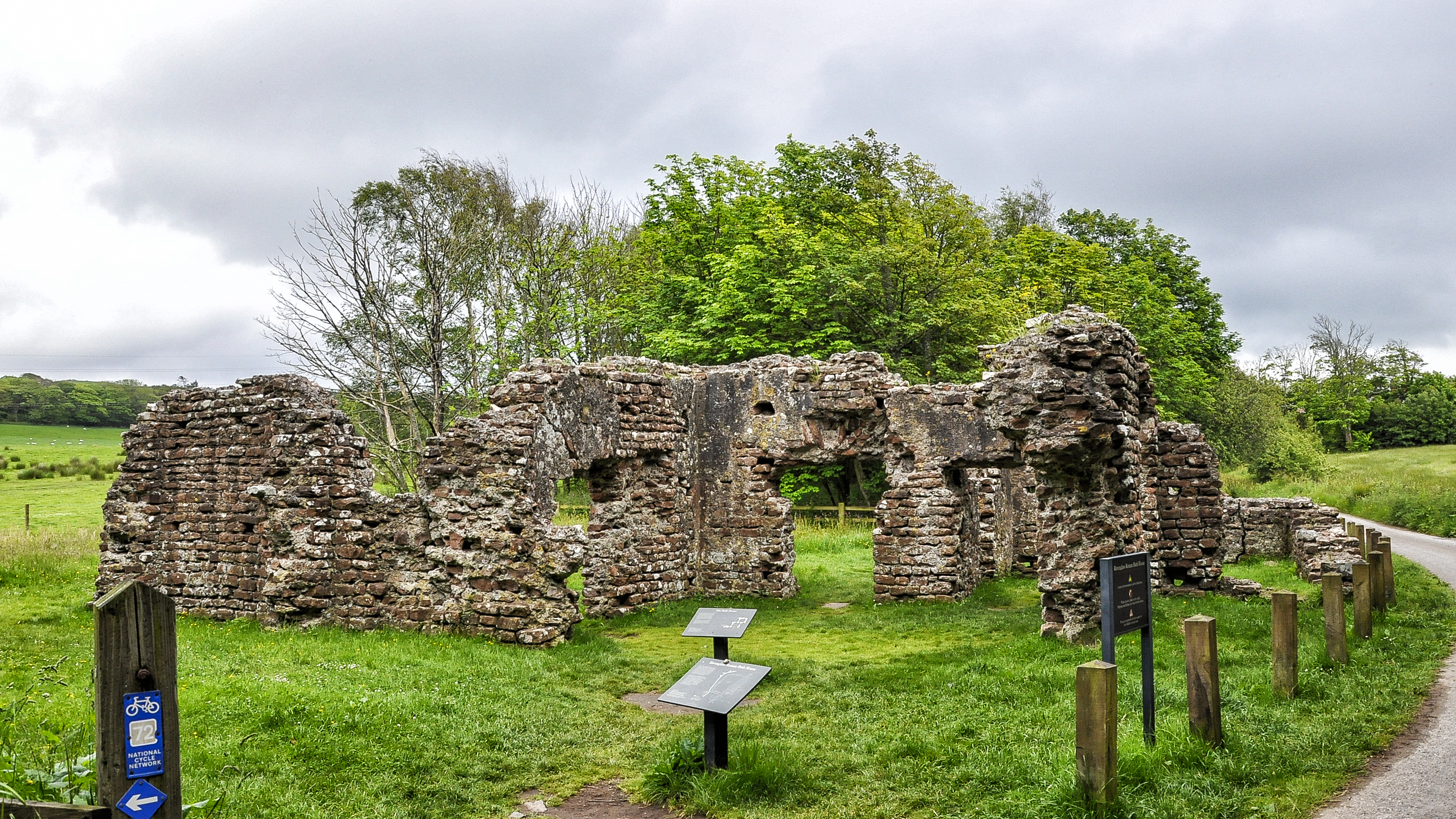
Restanten van het badhuis van Tunnocelum

Ravenglass ligt in het estuarium van drie rivieren die hier samenvloeien: de Irt, de Esk en de Mite. Mogelijk in het jaar 78 na Christus arriveerden de Romeinen hier; zij bouwden een legerkamp met het badhuis van Ravenglass dat ze Tunnocelum noemden en waarvan de restanten heden ten dage als Walls Castle bekendstaan. Er zijn aanwijzingen dat het Cohors I Aelia Dacorum ten tijde van Keizer Hadrianus zich in Ravenglass bevonden heeft; in de vierde eeuw was het Cohors I Morinorum hier gestationeerd.
Na het vertrek van de Romeinen uit Britannia bleef Ravenglass belangrijk voor de Saksen en de Vikingen; door zijn gunstige ligging konden van hieruit ijzererts en kostbare metalen alsook leisteen en graniet verscheept worden.
In de late 12de eeuw wordt ‘Renglas’ in oorkonden vermeld. Richard de Lucy verkreeg in 1208 toestemming van koning Jan zonder Land om in Ravenglass een wekelijkse markt en een jaarmarkt op 5 augustus te houden.
Omstreeks 1870 telde Ravenglass 450 inwoners. Tot in de 20ste eeuw werden de restanten van het Romeinse badhuis verkeerdelijk voor een middeleeuws kasteel aangezien, vandaar de naam Walls Castle.

## Bezienswaardigheden
Ravenglass is een traditioneel havendorpje, dat het westelijke eindpunt van de oude smalspoorbaan Ravenglass and Eskdale Railway vormt. Deze toeristische lijn naar het Lake District staat in de volksmond als de Ratty bekend. In het dorp zelf bevindt zich een centrale straat, Main Street, met nog enkele oude huisjes. Naast de restanten van het Romeinse badhuis, die tot de grootste in Engeland behoren, ligt ook Muncaster Castle in de nabijheid van Ravenglass. Tijdens de zomer kan er op zalm en zeeforel gevist worden. Ravenglass bezit meerdere pubs en een hotel.
Ravenglass is een halte op de Cumbrian Coast Line, die tussen tussen Barrow-in-Furness en Carlisle rijdt: Station Ravenglass for Eskdale.